# Édouard Louis
Édouard Louis, nato Eddy Bellegueule (Hallencourt, 30 ottobre 1992) è uno scrittore francese.

## Biografia
Louis è nato e cresciuto ad Hallencourt, nell'Alta Francia, una regione descritta tra l'altro nel suo primo romanzo, Il caso Eddy Bellegueule.
Proviene da una famiglia della classe operaia: suo padre è disoccupato e la madre non ha mai lavorato. La povertà, il razzismo, l'alcolismo con cui si è confrontato nella sua infanzia e la sua classe sociale sono il punto di partenza della sua opera letteraria.
È il primo della famiglia a concludere gli studi e viene ammesso alla Scuola Normale Superiore di Parigi e all'École des hautes études en sciences sociales, nel 2011. Nel 2013 ottiene di poter cambiare nome e diventa Édouard Louis.
Nello stesso anno cura l'opera Pierre Bourdieu. L'insoumission en héritage, pubblicata da PUF, in cui viene analizzata l'influenza di Bourdieu sul pensiero filosofico e sulle politiche dell'emancipazione. Presso lo stesso editore Louis crea, nel marzo 2014, la collana di scienze umane “Des Mots”, dove comincia a pubblicare testi di Georges Didi-Huberman e Didier Eribon.
Nel gennaio 2014, all'età di 21 anni, pubblica Il caso Eddy Bellegueule, un romanzo autobiografico. A lungo recensito dai giornali, che ne hanno sottolineato le qualità, il libro ha anche alimentato molte polemiche, in particolare per l'acre ritratto che l'autore fa della sua famiglia e del contesto sociale nel quale è cresciuto. Il libro ha venduto oltre 200 000 copie in pochi mesi ed è in corso di traduzione in una ventina di lingue. Didier Eribon parla di un “exploit” a proposito del libro; “Le Monde” lo celebra come “la storia di un fallimento salutare”; Xavier Dolan evoca “l'autenticità inimitabile dei dialoghi”, “come se Édouard Louis scrivesse da sempre”, aggiunge.
Nel gennaio 2016 è uscito il secondo romanzo, Histoire de la violence, nel quale racconta la violenza sessuale da lui subita la notte di Natale del 2012 da un giovane uomo di origine algerina, ripercorrendo la traumatica esperienza occorsagli; ulteriore elemento di disturbo è la narrazione empatica dello stupratore, qui visto anche come vittima di una storia di immigrazione e razzismo.
Louis è dichiaratamente gay.

## Stile e influenze
Il caso Eddy Bellegueule richiama da vicino le opere di Pierre Bourdieu e Didier Eribon, per il ricorso ai temi dell'esclusione, della dominazione e della povertà. Ispirandosi anche a William Faulkner, la principale caratteristica del lavoro di Louis è di sovrapporre diversi livelli espressivi, mettendo il parlato popolare a fondamento della scrittura. L'autore ha inoltre affermato di voler utilizzare la violenza come materia letteraria: “Vorrei fare della violenza uno spazio letterario, come Marguerite Duras ha fatto con la follia e Claude Simon con la guerra.”

## Opere
- Il caso Eddy Bellegueule (En finir avec Eddy Bellegueule, Seuil, 2014; vincitore del Prix Pierre Guénin 2014), traduzione di A. Cristofori, Collana Narratori stranieri, Milano, Bompiani, 2014, ISBN 978-88-452-7729-0.
  -  Farla finita con Eddy Bellegueule (En finir avec Eddy Bellegueule, Seuil, 2014), collana Oceani, traduzione di Annalisa Romani, Milano, La nave di Teseo, 2024, ISBN 978-8834619605.
- Storia della violenza (Histoire de la violence, Éditions du Seuil, 2016), Collana Romanzi, Milano, Bompiani, 2016, ISBN 978-88-452-8277-5.
- Chi ha ucciso mio padre (Qui a tué mon père, 2018), Collana Romanzi, Milano, Bompiani, 2016, ISBN 978-88-452-9898-1.
- Lotte e metamorfosi di una donna (Combats et métamorphoses d'une femme, 2021), collana Oceani, traduzione di Annalisa Romani, Milano, La nave di Teseo, 2021, ISBN 978-8834607442.
- Édouard Louis e Ken Loach, Dialogo sull'arte e la politica, collana Le Onde, traduzione di Annalisa Romani, Milano, La nave di Teseo, 2022, ISBN 978-8834611142.
- Metodo per diventare un altro (Changer: methode, 2021), collana Oceani, traduzione di Annalisa Romani, La nave di Teseo, ISBN 978-8834612880.

## Curatele
- (FR) Pierre Bourdieu : L'insoumission en héritage, Édouard Louis (a cura di), Paris, PUF, 2013,  p. 192.